# Христос и прелюбодейката
„Христос и прелюбодейката“ (на италианскиː Cristo e l'adultera) е картина  на неаполитанския художник Лука Джордано от 1660 г. с размери 180 × 235 см. Съхранява се в Пио Монте дела Мизерикордия в Неапол, Италия.

## Описание
Платното е от седемте картини, запазени в седемте малки олтара, заобикалящи главния олтар с картината „Седемте милосърдни дела“ на Микеланджело да Караваджо в църквата на комплекса Пио Монте. Представената сцена е заимствана от глава 8 на Евангелието от Йоанː книжниците и фарисеите довеждат при Исус жена, обвинена в прелюбодейство, която според закона би трябвало да бъде убита с камъни. Осъдената жена е оправдана от Христос с думите „Нека онзи, който е без грях, хвърли първия камък“.
Творбата на Джордано, която виждаме в Пио Монте дела Мизерикордия, е копие на друга негова картина, намираща се в частна неаполитанска колекция.

## Виж също
- Пио Монте дела Мизерикордия
- Лука Джордано